# Улица Белинского (Пенза)

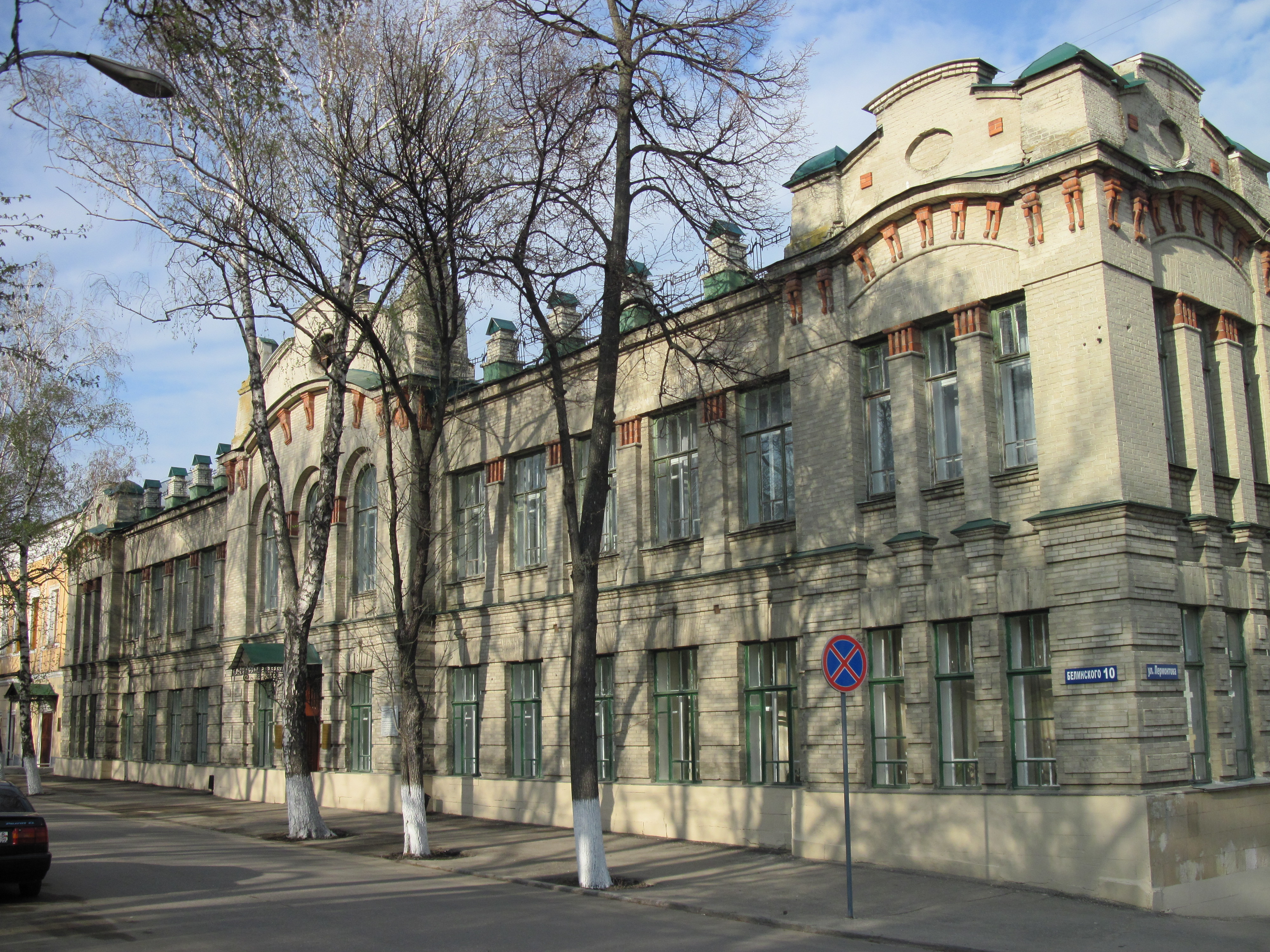
Библиотека имени Лермонтова

У́лица Бели́нского (бывшая ли́ния Прису́тственных мест) — улица в Пензе, расположенная внутри бывшего крепостного квартала в историческом центре города. Одна из самых старых и самых коротких улиц (360 м.) Пензы. Проходит от улицы Лермонтова до улицы Карла Маркса. С западной стороны к улице примыкает сквер имени М. Ю. Лермонтова. Улица уникальна тем, что на ней никогда не было и нет жилых домов.

## История
Улица возникла в конце XVIII века, первоначально улица именовалась линией Присутственных мест, так как именно на этой улице размещались городские учреждения (присутствия), первые из которых построены в 1791 году В связи со 100-летием со дня рождения литературного критика и публициста Виссариона Григорьевича Белинского в 1911 году улица получила современное название.
На сайте «Пенза, которой нет» можно видеть, как выглядела Улица присутственных мест в начале XX века.

## Достопримечательности
- В створе улицы Белинского, напротив здания бывшей губернской гимназии, в котором будущий литературный критик учился в 1825—1829 гг., в 1981 году установлен памятник В. Г. Белинскому (бюст) работы Н. А. Теплова.

В настоящее время на улице Белинского расположено всего 5 зданий.
- Дом № 2 (Второй корпус присутственных мест) построен в 1791 году по проекту архитектора А. Я. Ананьина для размещения суда, типографии губернского правления, градской думы, магистрата, врачебной управы. В 1838—1917 гг. здесь печатались «Пензенские губернские ведомости». В 1870—1871 годах здание было перестроено. В настоящее время здесь размещается Арбитражный суд Пензенской области.
- Дом № 4 построен в 1868 году и до 1902 года использовался для гарнизонной гауптвахты. В 1902—1918 годах здесь размещалась Пензенская губернская ученая архивная комиссия. С апреля 1917 года размещалась редакция газеты «Известия рабочих, крестьянских и военных депутатов» (орган Пензенского губернского Совета) а с осени 1917 года — «Голоса правды» (орган Пензенской группы РСДРП(б). В настоящее время здесь размещается Пенсионный отдел военкомата Ленинского и Первомайского районов Пензы.
- Дом № 8 (Первый корпус присутственных мест) был построен в 1787 году по проекту архитектора А. Я. Ананьина. В нём размещались губернское правление, казенная палата и казначейство, приказ общественного призрения, рекрутское присутствие. В этом здании работали такие известные люди, как И. М. Долгоруков, М. Е. Салтыков-Щедрин, А. М. Жемчужников. В советские годы здание было передано Пензенской областной библиотеке имени Лермонтова. Здесь же располагалась редакция литературного журнала «Сура». С 2014 года в доме № 8 находится ГАУ ПО "Информационный центр «Пензенская правда» — редакция старейшей областной газеты Пензенской области.
- Дом № 10 на углу улиц Белинского и Лермонтова — Пензенская областная научная библиотека им. М. Ю. Лермонтова. Строительство этого здания на углу улиц Белинского и Садовой (ныне Лермонтова) было начато в 1914 году в связи со столетием со дня рождения М. Ю. Лермонтова, но было прервано Первой мировой войной и последующими революционными событиями. Здание было завершено в 1928 году, а в 1961 году было значительно расширено. В 1972 году во дворе библиотеки был открыт памятник М. Ю. Лермонтову (скульптор В. Г. Стамов, архитектор В. В. Попов).